# Maite Kelly

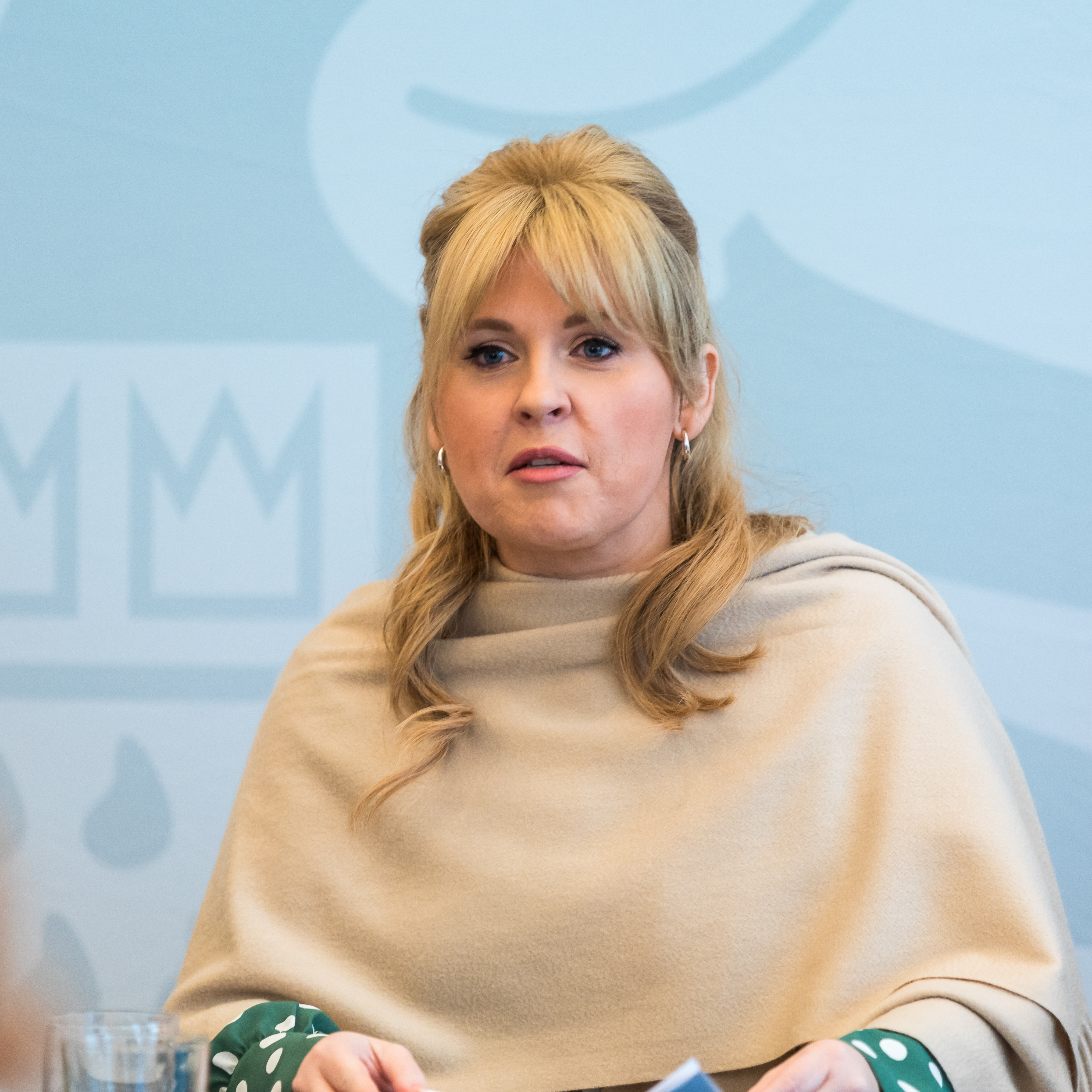
Maite Kelly (2020)

Maite Star Kelly (* 4. Dezember 1979 in West-Berlin) ist eine US-amerikanische Sängerin und Schauspielerin. Sie ist das zweitjüngste Kind der Kelly Family und wirkte in ihrer Jugend als Sängerin in der Familienband mit. Später startete sie eine Solokarriere und spielte auch in Musicals mit. Seit 2013 ist sie als Schlagersängerin tätig.

## Leben und Karriere

### Musikalische Karriere mit der Kelly Family
Maite Kelly wurde 1979 in Berlin als zwölfte von dreizehn Geschwistern der irischamerikanischen Familienband Kelly Family geboren, mit der sie bereits früh auf der Bühne stand und durch Europa tourte. Sie wurde als einzige der Geschwister in Deutschland geboren. Sie spielte in der Band E-Bass und sang. Mehrere ihrer Stücke wie zum Beispiel Every Baby wurden von der Gruppe veröffentlicht. Nach den Erfolgen mit ihren Geschwistern machte sie in den USA ihren Highschool-Abschluss. Sie ist das einzige Kind der Kelly Family, das eine Schule besucht hat.

### Seit 2007: Solokarriere

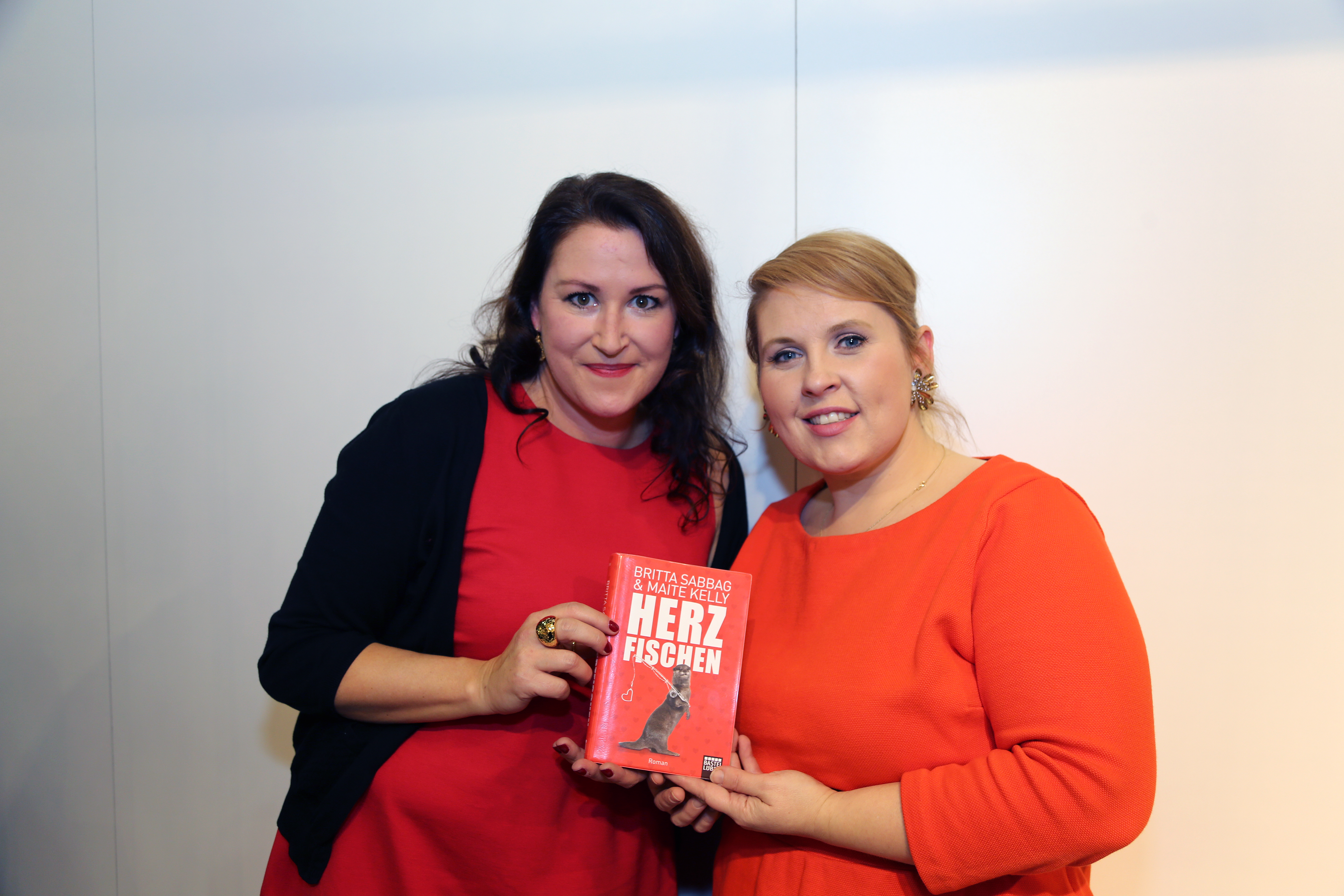
Maite Kelly mit Britta Sabbag (2015)

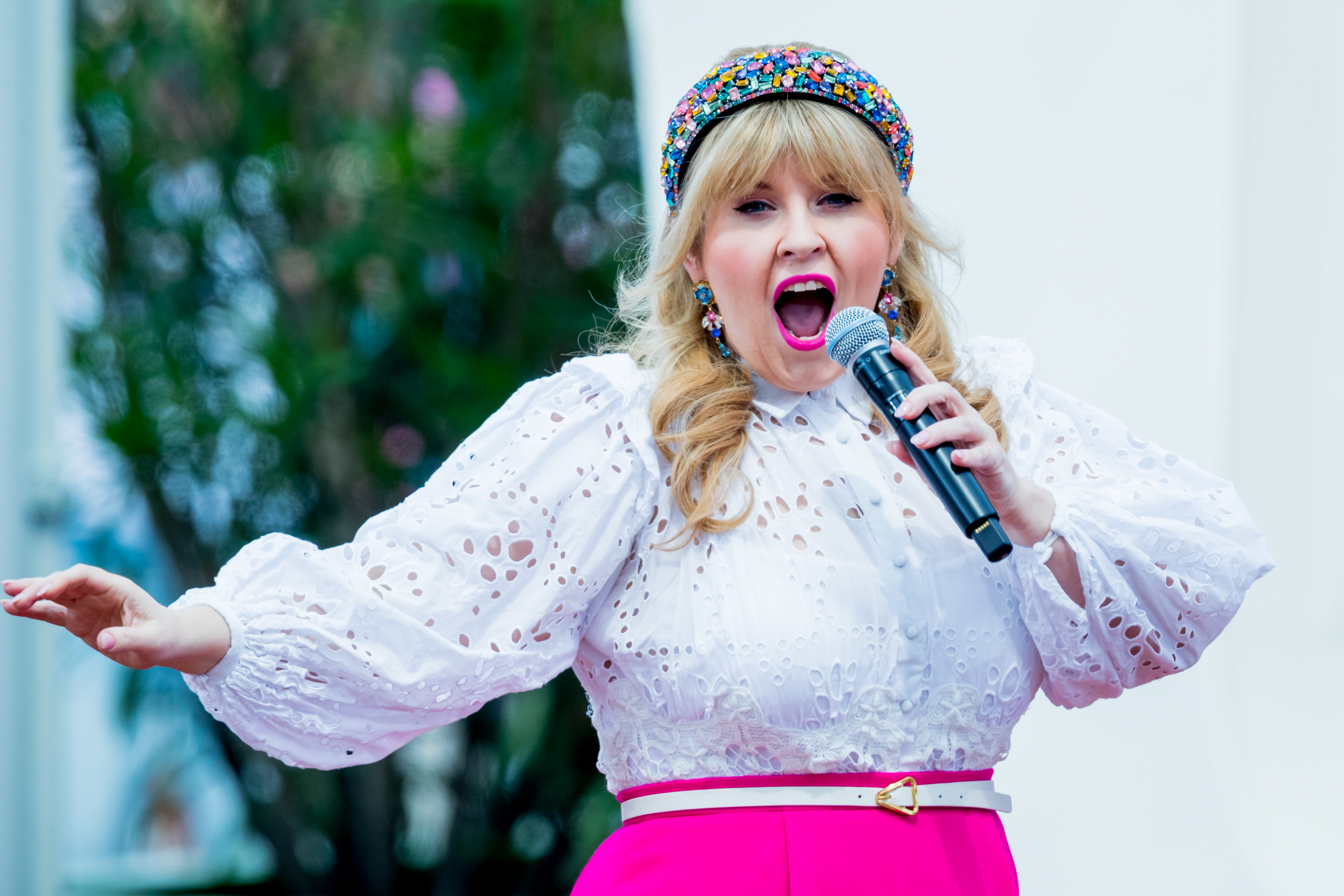
Maite Kelly (2023)

2007 begann sie an ersten Musikstücken für ihr erstes Soloprojekt zu arbeiten und gab zahlreiche Konzerte. 2009 veröffentlichte sie mit The Unofficial Album im Selbstverlag einen Extended Play. Ende desselben Jahres erschien der Disney-Film Tinkerbell – Die Suche nach dem verlorenen Schatz, in dem sie mehrere Lieder singt. Von 2009 bis 2010 war sie an der Seite von Uwe Ochsenknecht in der deutschen Version des Musicals Hairspray zu sehen.
2011 wurde sie zusammen mit Profitänzer Christian Polanc Siegerin der vierten Staffel der RTL-Tanzshow Let’s Dance. Im November 2011 gewann sie 125.000 Euro beim Prominenten-Special von Wer wird Millionär? zugunsten des RTL-Spendenmarathons. 2012 ersetzte Kelly bei Let’s Dance Harald Glööckler in der Jury. Sie moderierte zusammen mit Theo West von Anfang 2010 bis Ende 2012 die bei ZDFneo ausgestrahlte Dokutainmentreihe Da wird mir übel. Für diese Sendung erhielt sie zusammen mit West 2012 den UmweltMedienpreis.
Im September 2011 brachte sie beim Plattenlabel Koch Universal ihr Debütalbum Das volle Programm heraus. Die Musik komponierte Martin Lingnau, die Texte schrieb Frank Ramond. Im März 2013 erschien beim Plattenlabel Seven Days ihr zweites Studioalbum Wie ich bin, auf dem sie erstmals deutsche Schlager interpretiert und sich eine Woche lang auf Platz 87 der deutschen Albumcharts platzierte. Im selben Jahr steuerte sie mit So wie Du bist den Filmsong zu dem Kinderfilm Das Märchen von der Prinzessin, die unbedingt in einem Märchen vorkommen wollte bei, der im Mai 2013 in den Kinos startete. In der im April 2014 ausgestrahlten Episode Ostern mit Tücken der ARD-Arztserie In aller Freundschaft gab Kelly ihr Schauspieldebüt.
Im Mai 2014 erschien Roland Kaisers Studioalbum Seelenbahnen, auf dem mit Sag bloß nicht Hello und Warum hast du nicht nein gesagt zwei Duette mit Kaiser und Kelly enthalten sind. Im September 2014 veröffentlichte sie mit Kaiser letzteres als Single, die 2022 eine fünffache Goldene Schallplatte für über 750.000 verkaufte Einheiten in Deutschland erhielt.
Im Februar 2015 erschien ihr erstes mit Britta Sabbag geschriebenes Buch mit dem Titel Du bist du! aus der Kinderbuchreihe Die kleine Hummel Bommel. Sie erhielt im selben Jahr dafür den LovelyBooks Leserpreis in der Kategorie Kinderbuch. Mit Die kleine Hummel Bommel entdeckt die Wiese kam 2019 das erste Sachbilderbuch heraus. Inzwischen erschienen innerhalb der Buchreihe über zwanzig Bände. Im Oktober 2015 veröffentlichten Sabbag und Kelly das gemeinsame Buch Herzfischen.
Im April 2015 brachte sie mit Die schönsten Kinderlieder mit Maite Kelly ihr erstes Kinderalbum heraus. Im Oktober 2016 veröffentlichte sie beim Musiklabel Electrola ihr drittes Studioalbum Sieben Leben für dich, das mit dreifach Gold ausgezeichnet wurde. 2018 erschien ihr viertes Studioalbum Die Liebe siegt sowieso, das in Deutschland und Österreich eine Goldauszeichnung erhielt. Detlev Buck besetzte sie ebenfalls 2018 als Katzenfreundin Lulu in seinem Kinofilm Wuff – Folge dem Hund. Für den Film Bibi & Tina: Mädchen gegen Jungs sang sie gemeinsam mit Barbara Schöneberger und Klubbb3 den Titel Mädchen gegen Jungs und im Duett mit Roland Kaiser No Risk, No Fun.
2019 präsentierte sie mit dem Weihnachtslied Klinget hell ihr Glocken im Adventsfest der 100.000 Lichter ein weiteres Duett mit Roland Kaiser. Kelly und Kaiser arbeiteten dafür mit Benny Andersson und Björn Ulvaeus von Abba zusammen, die ihren 1988 veröffentlichten Titel Klinga mina klockor in die deutsche Sprache übertrugen. Von Januar 2021 bis April 2021 war sie als Jurymitglied der 18. Staffel von Deutschland sucht den Superstar neben Dieter Bohlen, Mike Singer und später Thomas Gottschalk zu sehen. Im selben Jahr erreichte sie mit ihrem fünften Studioalbum Hello! das erste Mal als Solokünstlerin die Spitzenposition der deutschen und österreichischen Albumcharts.
Ich brauch einen Mann  erschien im Januar 2023 und ist eine Reminiszenz an den Schlager der 1970er Jahre. Der Titel belegte Rang zwei der deutschen Konservativ-Pop-Airplay-Jahrescharts. Im April 2023 brachte sie die Kompilation Love, Maite – das Beste … bis jetzt! heraus, auf dem auch die Neuveröffentlichungen Rosen sind rot – eine Coverversion von The Kelly Family – Roses of Red – und Keine Angst, ein Duett mit Giovanni Zarrella, enthalten sind. Die Kompilation platzierte sich in Deutschland und in der Schweiz auf Platz 5; in Österreich belegte sie Platz 3. Im März 2024 erschien Kellys sechstes Studioalbum Nur Liebe, das in Deutschland und Österreich Platz zwei und in der Schweiz Rang vier erreichte.

## Privates und weitere Tätigkeiten

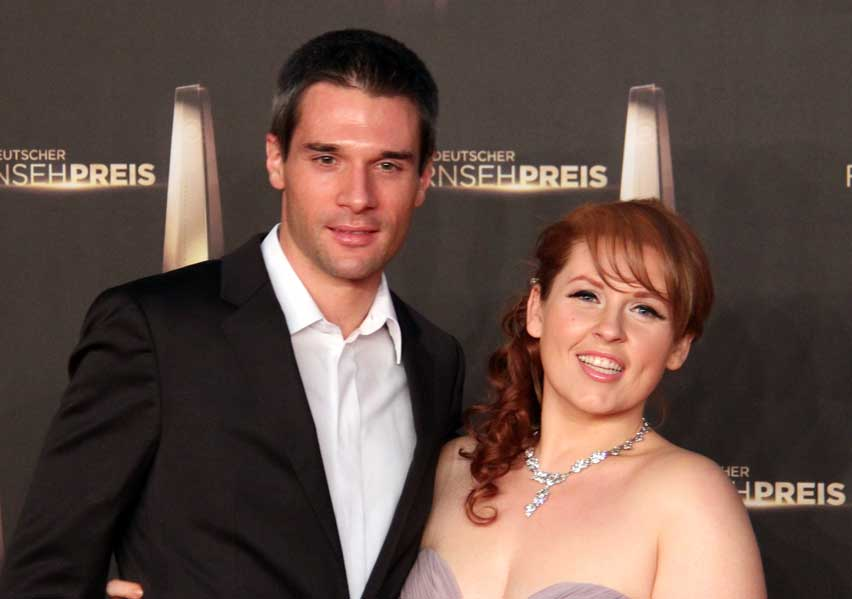
Maite Kelly mit ihrem damaligen Ehemann Florent Raimond (2012)

Kelly war von 2005 bis 2018 mit dem Model Florent Michel Raimond verheiratet. Das Paar hat drei Töchter (* 2006, * 2008 und * 2014). Sie lebt in Köln.
Sie ist Gründerin der Naturkosmetikfirma Aroma Garden und war dort auch als Marketingchefin tätig. Sie entwarf Kleidung für Bonprix und arbeitet mit der deutschen Schuhherstellerfirma Sioux zusammen.

### Soziales Engagement
Kelly engagierte sich sozial in einem Projekt in Togo, wo sie ein halbes Jahr gelebt und als Erzieherin gearbeitet hat.
2011 war sie Frontfrau der deutschlandweiten Informationskampagne Mit aller Kraft gegen den Krebs der Deutschen Krebshilfe. Kelly, deren Mutter an Brustkrebs starb, wurde in ihrer Kampagne von Rita Schmutzler und Christian Reinhardt der Uniklinik Köln fachlich beraten.

## Diskografie

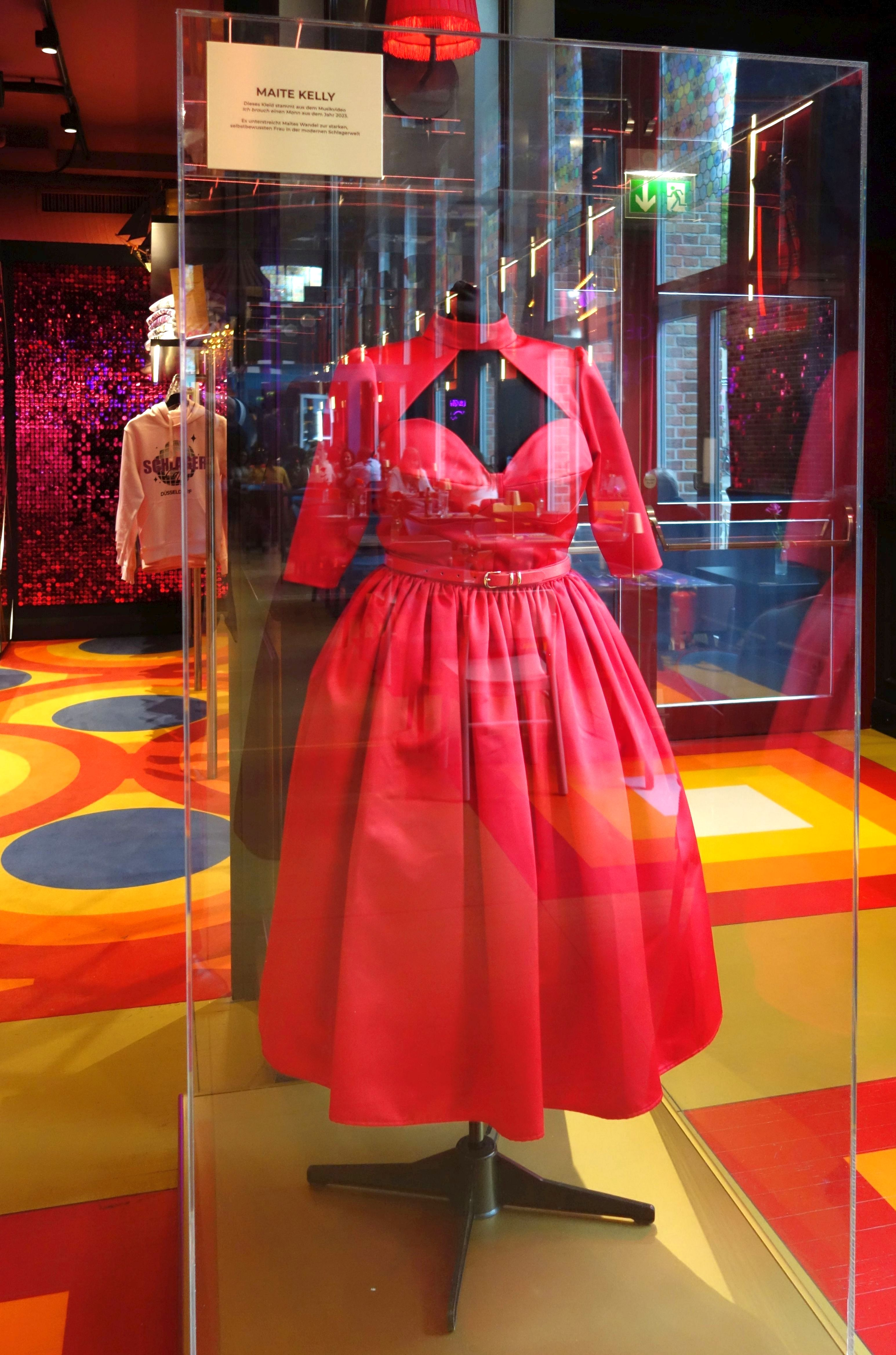
Kleid aus Kellys Musikvideo zu Ich brauch einen Mann (2023) im Schlager-Café in Düsseldorf (2025)

Studioalben

| Jahr | Titel Musiklabel                        | Höchstplatzierung, Gesamtwochen, AuszeichnungChartplatzierungen (Jahr, Titel, Musiklabel, Platzierungen, Wochen, Auszeichnungen, Anmerkungen) | Höchstplatzierung, Gesamtwochen, AuszeichnungChartplatzierungen (Jahr, Titel, Musiklabel, Platzierungen, Wochen, Auszeichnungen, Anmerkungen) | Höchstplatzierung, Gesamtwochen, AuszeichnungChartplatzierungen (Jahr, Titel, Musiklabel, Platzierungen, Wochen, Auszeichnungen, Anmerkungen) | Höchstplatzierung, Gesamtwochen, AuszeichnungChartplatzierungen (Jahr, Titel, Musiklabel, Platzierungen, Wochen, Auszeichnungen, Anmerkungen) | Anmerkungen                                                |
| Jahr | Titel Musiklabel                        | DE | AT | CH | UK | Anmerkungen                                                |
| ---- | --------------------------------------- | --- | --- | --- | --- | ---------------------------------------------------------- |
| 2011 | Das volle Programm Polydor (UMG)        | DE23 (5 Wo.)DE | — | — | — | Erstveröffentlichung: 16. September 2011                   |
| 2013 | Wie ich bin Seven Days Records (Sony)   | DE87 (1 Wo.)DE | — | — | — | Erstveröffentlichung: 29. März 2013                        |
| 2016 | Sieben Leben für dich Electrola (UMG)   | DE8 ×3Dreifachgold · (76 Wo.)DE | AT8 (77 Wo.)AT | CH23 (22 Wo.)CH | — | Erstveröffentlichung: 14. Oktober 2016 Verkäufe: + 300.000 |
| 2018 | Die Liebe siegt sowieso Electrola (UMG) | DE3 Platin · (46 Wo.)DE | AT4 Gold · (40 Wo.)AT | CH4 (19 Wo.)CH | — | Erstveröffentlichung: 12. Oktober 2018 Verkäufe: + 207.500 |
| 2021 | Hello! Electrola (UMG)                  | DE1 Gold · (34 Wo.)DE | AT1 (26 Wo.)AT | CH3 (12 Wo.)CH | — | Erstveröffentlichung: 19. März 2021 Verkäufe: + 100.000    |
| 2024 | Nur Liebe Electrola (UMG)               | DE2 (11 Wo.)DE | AT2 (3 Wo.)AT | CH4 (5 Wo.)CH | — | Erstveröffentlichung: 28. März 2024                        |

## Filmografie
- 2014: In aller Freundschaft (Fernsehserie, Folge Ostern mit Tücken) – Regie: Christoph Klünker
- 2017: My Little Pony – Der Film (Synchronstimme für Emily Blunt)
- 2018: Wuff – Folge dem Hund – Regie: Detlev Buck
- 2018: Maite Kelly – Vom Hippiekind zum Schlagerstar[19] WDR-Porträt

## Musicals
- 2009: Hairspray
- 2014: Die schwarzen Brüder

## Auszeichnungen
- 2012: Verdienstorden des Landes Nordrhein-Westfalen für ihre Vorbildfunktion als Künstlerin und sozial engagierte Bürgerin.[20]
- 2015: LovelyBooks Leserpreis in der Kategorie Kinderbuch für Die kleine Hummel Bommel
- 2016: Die Eins der Besten
- 2017: smago! Award für „Die Schlager-Sensation des Jahres + Das Referenzalbum im Schlager“ (Sieben Leben für Dich)
- 2018: LovelyBooks Leserpreis in der Kategorie Kinderbuch für Die kleine Hummel Bommel und die Zeit
- 2019: smago! Award für „Das neue Referenzalbum im Schlager“ (Die Liebe siegt sowieso)[21]
- 2019: SWR4 Durchstarter des Jahres[22]
- 2021: smago! Award für „Erfolgreichste Schlager-Duett-Single + Erfolgreichstes Schlagervideo aller Zeiten“ (Warum hast du nicht nein gesagt)[23]